# نادي لانوس
نادي لانوس الرياضي (بالإسبانية: Club Atlético Lanús)‏ نادي كرة قدم أرجنتيني يلعب في دوري الدرجة الممتازة . تم تأسيس النادي في سنة 1915 . وملعبه اسمه نيستور دياز بيريز .

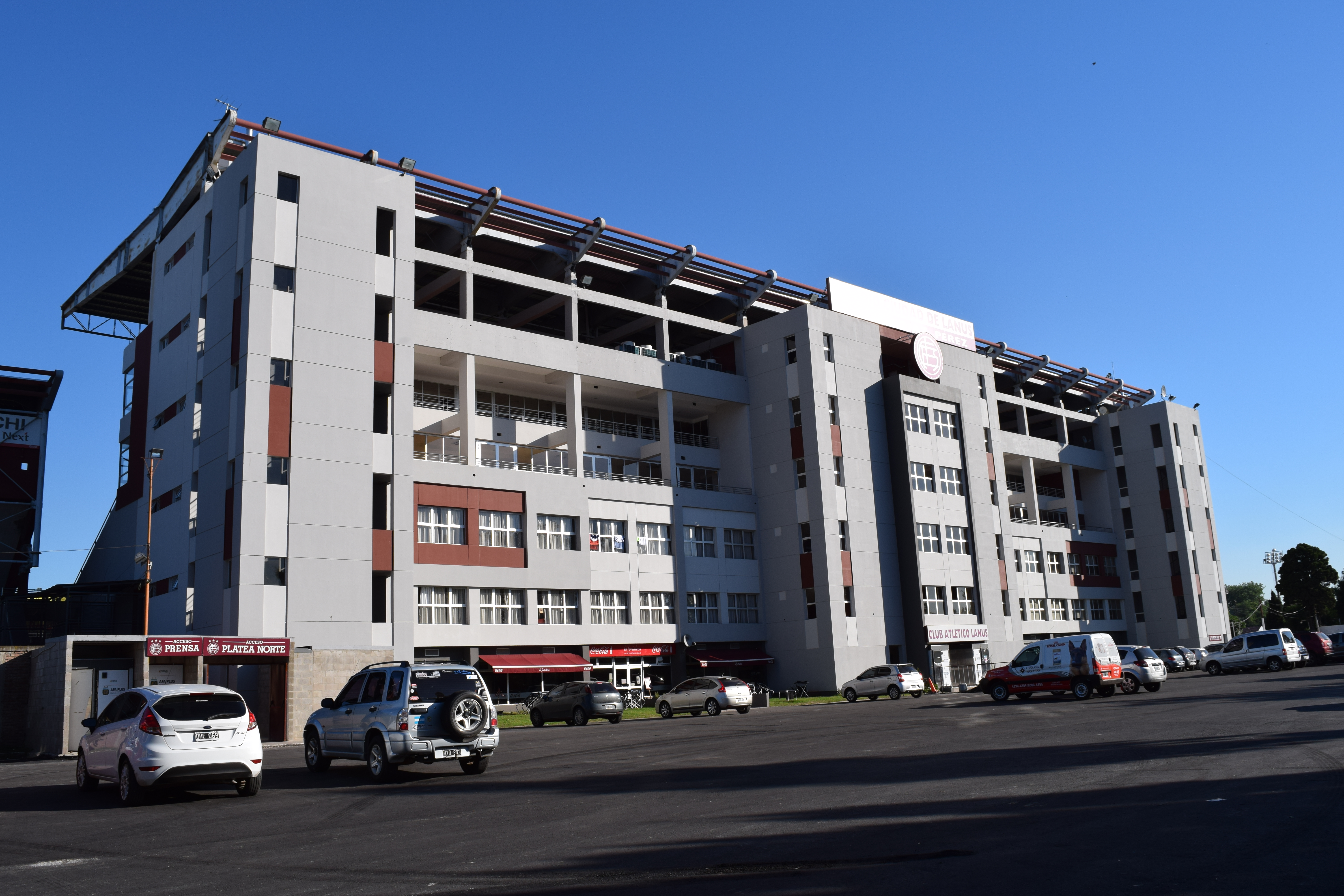
ملعب النادي